# Saint-Martin-Saint-Firmin
Saint-Martin-Saint-Firmin ist eine französische Gemeinde mit 336 Einwohnern (Stand 1. Januar 2022) im Département Eure in der Region Normandie (vor 2016 Haute-Normandie). Sie gehört zum Kanton Beuzeville. Die Einwohner werden Saint-Martinois genannt.

## Geografie
Saint-Martin-Saint-Firmin liegt etwa 32 Kilometer südöstlich von Le Havre in der Landschaft Pays d’Auge. Umgeben wird Saint-Martin-Saint-Firmin von den Nachbargemeinden Campigny im Norden, Condé-sur-Risle im Nordosten, Saint-Christophe-sur-Condé im Osten und Südosten, Saint-Étienne-l’Allier im Süden, Saint-Siméon im Südwesten und Westen sowie Tourville-sur-Pont-Audemer im Nordwesten.

## Bevölkerungsentwicklung
| Jahr                       | 1962 | 1968 | 1975 | 1982 | 1990 | 1999 | 2006 | 2013 | 2020 |
| Einwohner                  | 236  | 229  | 211  | 206  | 194  | 196  | 227  | 298  | 336  |
| Quellen: Cassini und INSEE |      |      |      |      |      |      |      |      |      |

## Sehenswürdigkeiten
- Kirche Saint-Martin aus dem 13. Jahrhundert, Umbauten aus dem 16./17. Jahrhundert
- Kapelle Saint-Firmin aus dem 16. Jahrhundert, seit 1994 Monument historique
- Herrenhaus aus dem 16. Jahrhundert, Umbauten aus dem 18. Jahrhundert

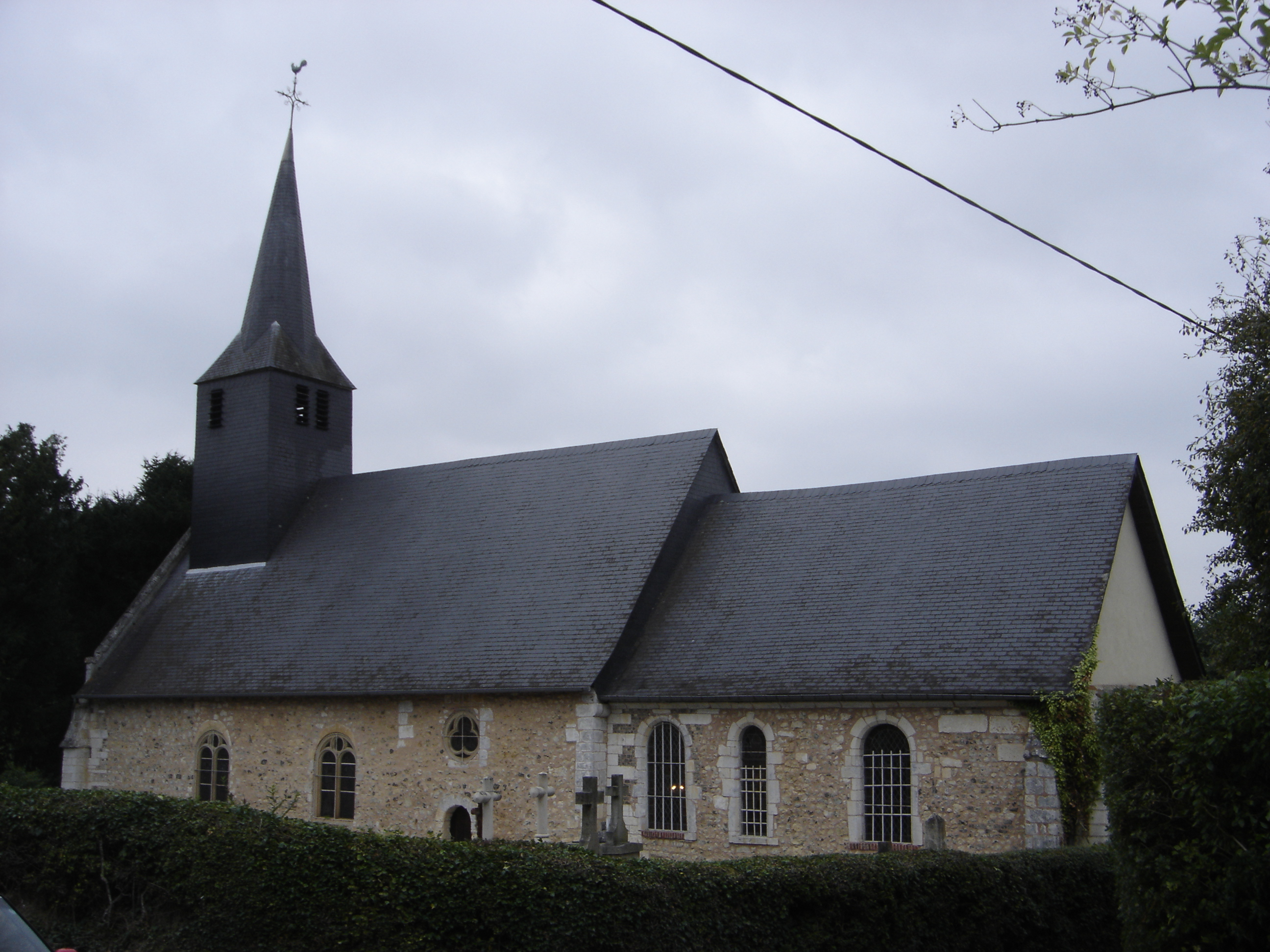
Kirche Saint-Martin
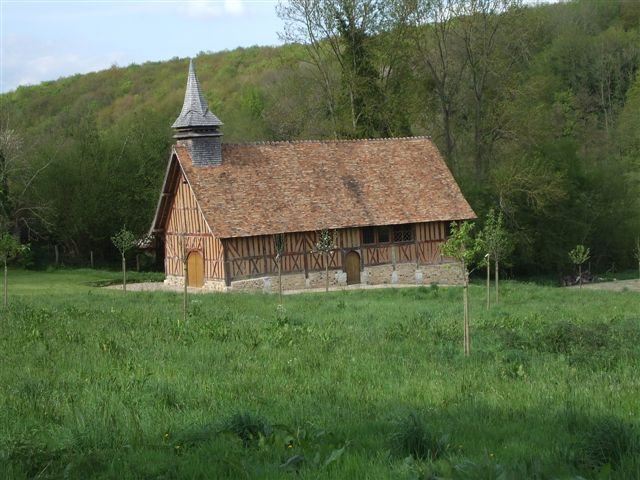
Kapelle Saint-Firmin